# Tortuga lleopard
La tortuga lleopard (Stigmochelys pardalis) és una espècie de tortuga de la família Testudinidae que viu a la sabana d'Àfrica, des del Sudan fins a Sud-àfrica. Aquest queloni és una tortuga de pastura que viu en zones semiàrides, encara que s'han trobat algunes tortugues lleopard a les zones més plujoses.

## Morfologia
La tortuga lleopard és la quarta espècie de tortuga més gran del món i la segona més gran d'Àfrica després de la tortuga d'esperons africana (Centrochelys sulcata), els adults poden arribar als 60 cm. Els exemplars de gran mida poden arribar als 70 cm de llarg, en les tortugues lleopard gegants d'Etiòpia i Somàlia poden arribar als 100 cm en casos excepcionals. La grandària mitjana dels adults és de 35-40 cm amb un pes mitjà de 13–18 kg, encara que alguns exemplars poden arribar a assolir i mesurar 50–60 cm i arribar a un pes de 40 kg.
És una tortuga gran i molt atractiva. La closca és alta i en forma de cúpula, i la piràmide escut en forma de s no és infreqüent. El color de la pell i el fons és de color crema a groc, i la closca està marcada amb taques negres, i fins i tot guions o ratlles. Cada tortuga lleopard està marcada de forma exclusiva. Es caracteritza per un color predominantment groc amb taques irregulars de color negre a tota la closca, però alguns exemplars poden mostrar una major manca de negre que el fa encara més especial. El plastró és lleuger, amb característiques més fosques. La closca té una forma piramidal. La pell de les potes i el cap és clara.
No hi ha moltes diferències entre sexes a excepció de la lleu concavitat en el terç posterior del plastró i la cua més llarga en el mascle. En G. p. babcocki el mascle és més petit, mentre que a la G. p. pardalis és més gran. A més en els mascles les plaques annals del plastró formen un angle més ampli. El plastró de les femelles i dels exemplars joves i subadults és pla.

## Taxonomia
El nom del gènere és una combinació de dues paraules: Geo (γαια) que significa "terra" o "terra" en grec, i Chelon (Χελωνη), que significa "tortuga". El seu nom específic pardalis és de la paraula pardus, que significa "lleopard" i es refereix a les taques lleopards de la closca de la tortuga.
La tortuga lleopard té dues subespècies reconegudes: 
- Geochelone pardalis pardalis: La menys comuna, tant en captivitat com en la natura, es localitza principalment al sud d'Àfrica, en una petita zona que comprèn l'oest de Sud-àfrica i el sud de Namíbia. Es caracteritza per un to més fosc (més negre que la presència de groc). Els mascles d'aquesta subespècie són dimensionalment més grans que les femelles, i en general és la subespècie de major grandària.
- Geochelone pardalis babcocki: La més comuna, es distribueix per una extensa zona que va des d'Etiòpia fins a Sud-àfrica. Les principals diferències són la major presència de groc que de negre, un menor mida en general (a part de les gegants d'Etiòpia i Somàlia), i la mida dels mascles, més petits que les femelles. A més les adultes d'aquesta subespècie tenen la closca més convexa. Les cries de les dues subespècies es poden diferenciar pel color de l'arèola, en G. p. babcocki les taques negres de les plaques centrals estan sobre la línia mitjana mentre que en G. p. pardalis són més laterals.

## Distribució
Aquesta és la tortuga de major distribució a l'Àfrica del Sud. Té una àmplia distribució a l'Àfrica subsahariana, incloent localitats registrades al sud del Sudan, Etiòpia, Àfrica oriental (incloent Natal), Zàmbia, Botswana, Namíbia, Angola i l'Àfrica del Sud-oest. La tortuga lleopard és la quarta espècie més grossa de tortuga després de la tortuga d'esperons africana (Geochelone sulcata), la tortuga de les Galápagos i la tortuga gegant d'Aldabra (Geochelone gigantea).

## Ecologia
Les tortugues lleopard són herbívores, són més defensives que ofensives, retreuen les potes i el cap en la seva closca per protegir-se. Això sovint resulta en un so sibilant, probablement a causa de la compressió d'aire dels pulmons quan les extremitats i el cap es retrauen. Quan el clima és molt calorós o frígid s'amaga en caus abandonats de guineu, xacal, d'ossos formiguers o d'altres animals. Les tortugues lleopard no hibernen i no caven a part de fer els nius en què ponen els ous. No sorprèn, donada la seva propensió a les pastures, ja que pasturen en zones d'herbes altes. També afavoreixen la fruita i rovells dels cactus (Opuntia sp.), Plantes suculentes i cards. En general, tenen una llarga vida de 100 anys. És una espècie molt forta i resistent que passa la major part del seu temps, exposant-se a la llum solar, molt saludable per a les seves funcions metabòliques. Aquesta espècie no hiverna, ja que el seu clima és càlid durant tot l'any.
Com la majoria de les tortugues, pot retreure el cap i les potes en la seva closca en defensa pròpia quan es veuen amenaçades. També com totes les tortugues, la seva boca és un "bec". Les potes posteriors són molt similars a un tronc. Es pot moure molt ràpid, i maniobrar en terrenys rocosos amb facilitat amb què pot pujar i també pot aguantar sota l'aigua durant 10 minuts, en les estacions de pluja del seu clima. Els animals més joves tenen una habilitat sorprenent per pujar, ja que les seves fortes ungles proporcionen una subjecció molt segura en la fusta, formigó, pedra i superfícies rugoses.

## Reproducció
És un animal de molt llarga vida, la tortuga lleopard no arriba a la maduresa sexual fins que es troba entre les edats de 12 i 15 anys. Les tortugues lleopard en captivitat, però, creixen més ràpid i poden madurar amb tan sols sis anys.
La tortuga lleopard mascle persegueix a la femella i li colpeja a la closca perquè es quedi quieta. Durant l'aparellament, el mascle emet forts vocalitzacions. Després de l'aparellament la femella posa una posta composta per entre cinc i 30 ous, encara que la mitjana són entre vuit i deu. La tortuga lleopard de Sud-àfrica (G. pardalis pardalis) és molt més difícil de reproduir en captivitat que la tortuga lleopard comú, g. p. babcocki. A la incubadora la temperatura ha de ser mantinguda entre els 28 °C i els 30 °C, amb una humitat del 80% i un substrat lleugerament humit. El temps d'eclosió oscil·la entre els 130 i 180 dies. Arribat el dia de l'eclosió, sovint precipitada per un dia de pluja, la cria de tortuga trenca l'ou mitjançant un tubercle corni situat entre els narius externs i el maxil·lar superior que desapareix després d'uns dies. L'eclosió dura quaranta-vuit hores, un període durant el qual el sac vitel·lí és absorbit totalment.

## Alimentació

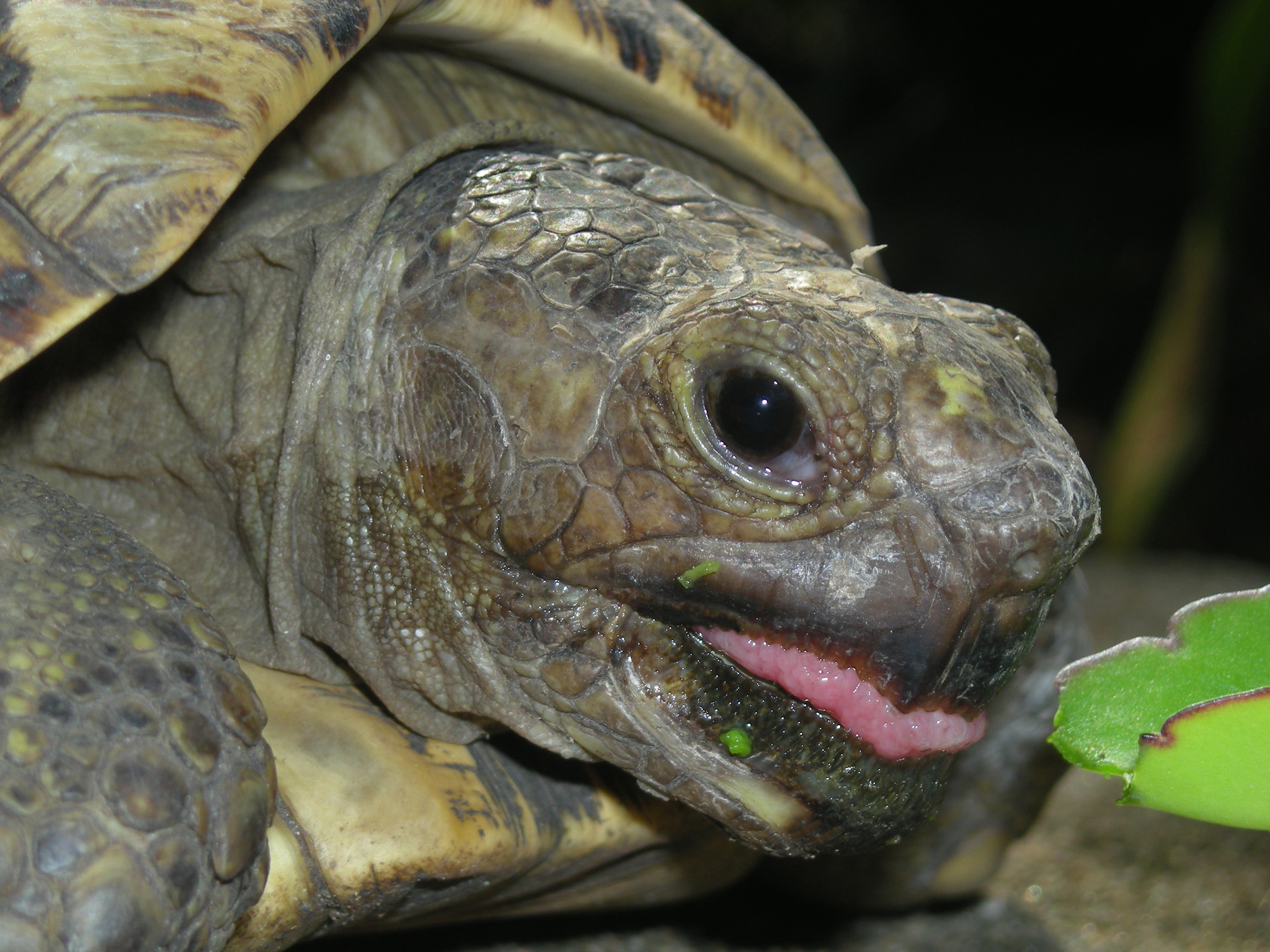
Cap de la tortuga lleopard.

La tortuga lleopard és una espècie exclusivament herbívora adaptada en ambients àrids. Necessita una dieta amb un elevat contingut en fibra i amb alts nivells de calci, a base d'herbes del camp, com dent de lleó, plantatge, trèvols i alfals, però sobretot també les plantes espinoses d'herbes seques. La seva dieta és principalment fenc, unes poques verdures fresques, herbes, amanida mixta de camp, xicoira, l'endívia, alfals, flors d'hibisc, trèvol, escarola, enciam, bròquil remolatxa, canonges, créixens, i tubercles en general. La manca de fibra dona lloc a problemes com la diarrea i la deshidratació, pèrdua de pes, col·lapse de l'intestí, una major susceptibilitat als paràsits intestinals i flagelats.
També serà recomanable que se'ls afegeixi calci al seu aliment, per enfortir els seus ossos i la seva closca. S'haurà també tenir en compte que necessiten tenir a mà un bol amb aigua fresca. No ha de tenir més de 5 o 10 cm de profunditat, i l'aigua serà renovada cada dia.
Altes dosis de proteïnes o de fòsfor juntament amb una minsa ingestió de calci provoquen deformacions permanents de la closca i danys en els òrgans. Un símptoma evident de mala alimentació és una closca amb les escates punxegudes i estriades a les sutures, un fenomen conegut com a piramidalització. En canvi, una closca llisa i de forma ovalada indica una alimentació correcta.
A les tortugues lleopard en captivitat se'ls ha de permetre pasturar en zones amb herbes o gespa. La seva dieta consisteix principalment de pastures, de tota classe d'herbes. La seva dieta ha d'estar plena de fibra i se'ls ha de donar un suplement de calci. La dieta pot ser complementada amb les verdures de fulla verda com la col, la col arrissada i fulles de nap. Fulles de parra, si escau, són molt nutritives per la dieta. També poden ser alimentats amb alfals fresca i seca, però només en petites quantitats, ja que és molt alta en proteïna. La proteïna animal és molt nociva, i la fruita no s'ha de donar, ja que conté massa sucre i poc calci, i els produeix diarrea i multiplicació de paràsits interns. Les pales de figuera de moro i les figues de moro aporten gran quantitat de fibra i calci, i són ideals per a la tortuga lleopard.

## Manteniment en captivitat

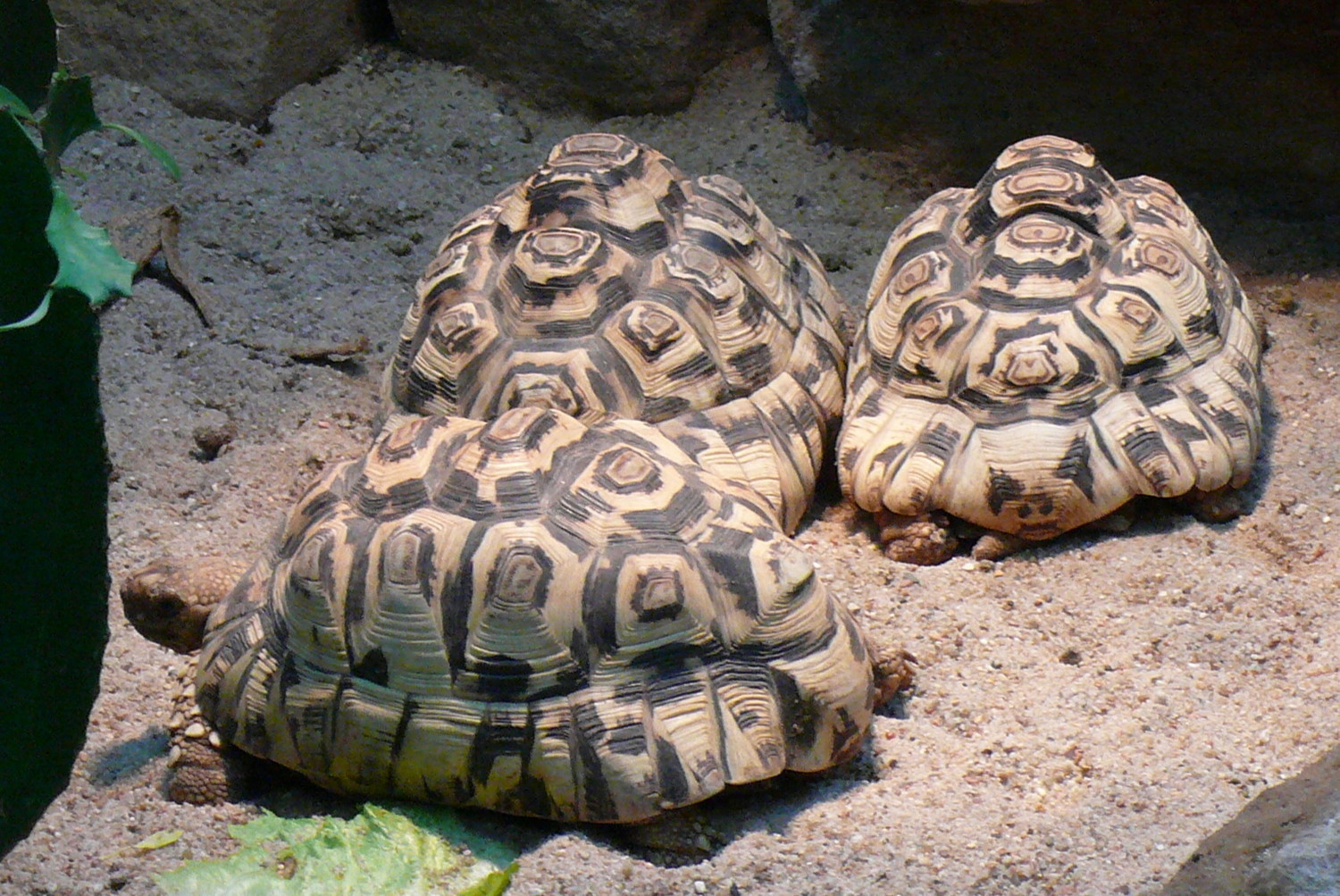
Tortugues lleopard en un terrari.

La reproducció i cria en captivitat de la tortuga lleopard és relativament fàcil. És una espècie forta i fàcil de criar, necessita grans quantitats d'aliments i un gran espai. A les nostres latituds, en els mesos més càlids, es pot mantenir a l'aire lliure en amplis recintes resistents, en general resisteix molt bé i sense problemes d'abril a octubre. En els mesos més freds necessita amplis recintes interiors amb calefacció. Necessita molta llum directa i calor constant, no tolera el fred ni la humitat.
Necessita una ingesta adequada de calci, que absorbeix en grans quantitats a causa del ràpid creixement, i els raigs UVB per prevenir l'aparició d'osteodistròfia fibrosa. La font d'UVB és necessari per a la transformació de la vitamina D2 i la vitamina D3 i per al metabolisme del calci. Al terrari cal disposar d'aigua perquè pugui beure i banyar-se, l'aigua es pot inserir 2-3 vegades a la setmana per evitar que el contingut d'humitat sigui massa alt. Al terrari cal disposar diverses llums UVB i llànties escalfadores, per crear una temperatura que vagi dels 22 °C de la zona més freda als 31 °C del punt càlid.
Han de comptar amb un recipient poc profund d'aigua prou gran com per beure, ja que els encanta beure i estan una bona estona bevent, o poden ser remullades en aigua poc profunda periòdicament prop de tres vegades a la setmana per als d'edat inferior a un any i una vegada a la setmana per als adults.

## Hàbitat
L'hàbitat de la tortuga lleopard és predominantment el centre-sud d'Àfrica, sobretot a les zones de sabana seca de clima tropical, caracteritzat per una temporada plujosa i una temporada seca, i amb calor constant. Ocupa una vasta àrea que s'estén des d'Etiòpia a Sud-àfrica, passant per Somàlia, Kenya, Tanzània, Zàmbia, Zimbàbue, Angola, Botswana, Namíbia i Moçambic. Viuen en altituds diferents, des del nivell del mar fins a les terres altes a 2.500 m. Prefereix el semi-desert o la sabana, amb temperatures al voltant de 30-32 °C, on es camufla entre les herbes altes gràcies a la coloració de la seva closca. Gràcies a aquest camuflatge i la seva closca es defensa dels grans depredadors com els lleons, i s'alimenta de les herbes baixes de la sabana. Durant l'estació de pluges aprofita els nombrosos bassals per beure i banyar-se. S'ha observat que durant les inundacions de l'estació plujosa la tortuga lleopard és capaç de nedar i d'aguantar 10 minuts sota l'aigua.

## Cultura
Potser la popularitat de la tortuga lleopard és perquè està associada amb la força i la immortalitat. En moltes cultures, la gent creu que la tortuga posseeixen qualitats que s'associen amb els temes centrals de la fe. El punt de vista xinès l'animal com un ésser venerat, i els nadius americans creuen que la tortuga sosté el món, i que els terratrèmols són senyals que la tortuga es mou. Per a moltes tribus africanes la tortuga és un animal sagrat i la reencarnació dels seus avantpassats. No obstant això, és caçada per moltes tribus africanes per la creença que posseeixen qualitats màgiques, per ser un aliment ric, i per usar la seva closca com a instrument musical i altres utilitats.

## Galeria

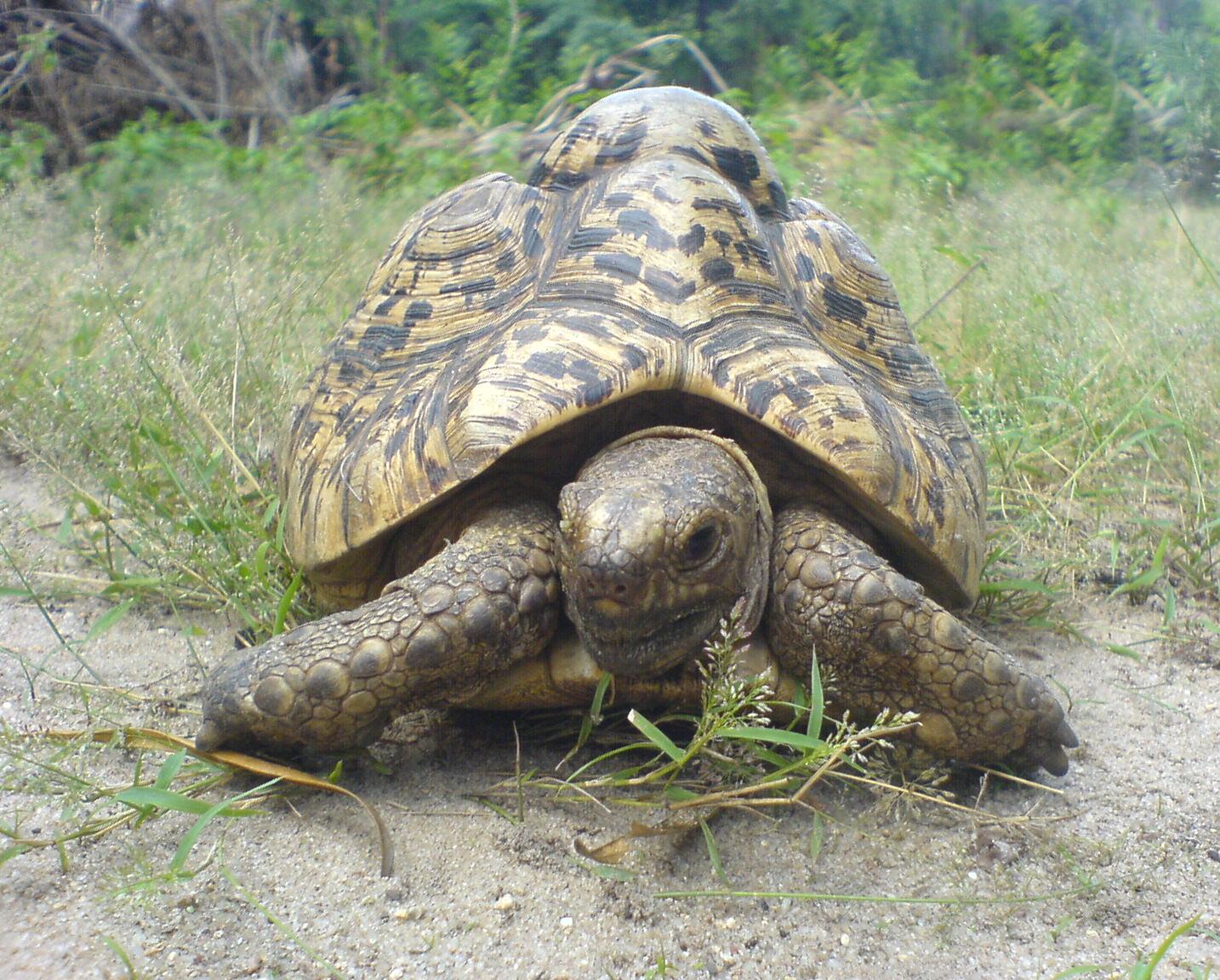
Tortuga lleopard de 20 anys.
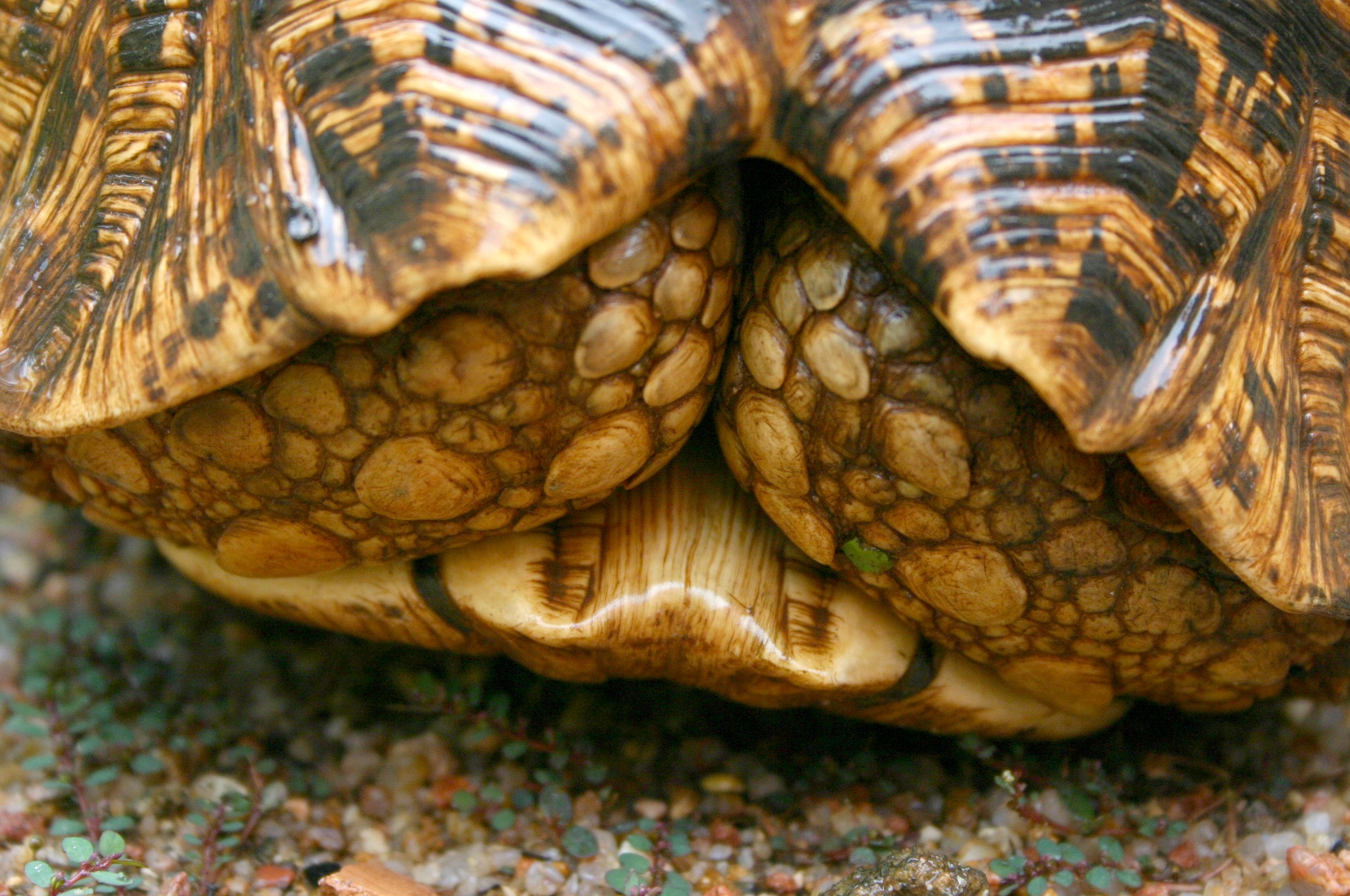
Tortuga lleopard femella adulta retreta.
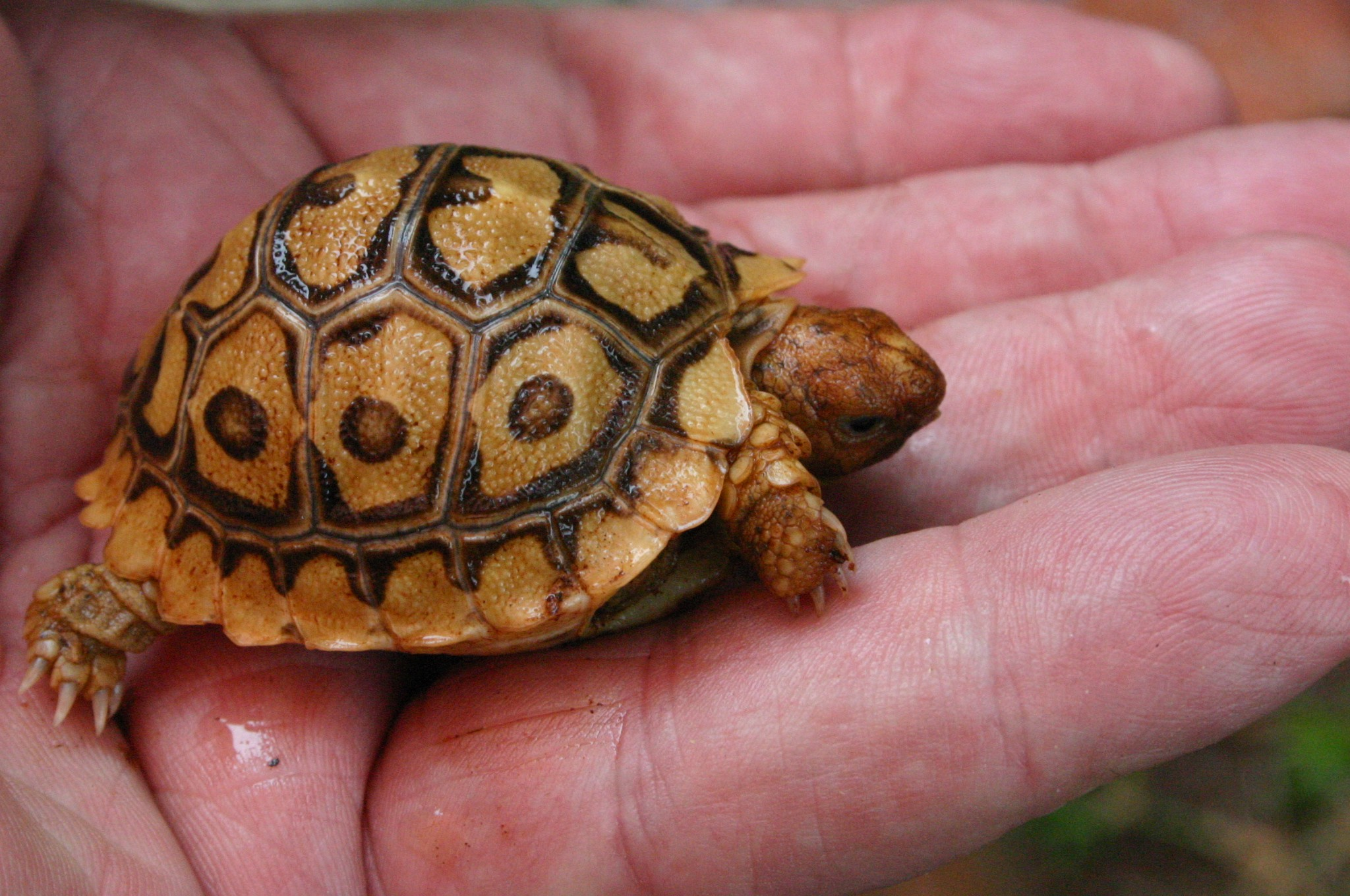
Tortuga lleopard d'un mes d'edat.